# Aztec Bowl (San Diego)
Aztec Bowl  fue un estadio de fútbol ubicado en San Diego en el estado estadounidense de California. Aztec Bowl se encuentra inscrito  en el Registro Nacional de Lugares Históricos desde el 19 de mayo de 1994.

## Ubicación
Aztec Bowl se encuentra dentro del condado de San Diego en las coordenadas 32°46′33″N 117°04′16″O / 32.775833, -117.071111.